# 谷田大輔
谷田 大輔（たにだ だいすけ、1942年 - ）は、日本の実業家。株式会社タニタ元代表取締役会長、元社長、経営コンサルタント。

## 人物・経歴
1942年、東京都生まれ。1965年3月、立教大学経済学部卒業。同年4月、東邦ダイカスト株式会社入社。
1966年、タニタ製作所（現・株式会社タニタ）に入社。大阪営業所長、取締役開発部長等を経て、1987年、株式会社タニタ代表取締役社長に就任。
父から引き継いだ同社は3期連続の赤字の状態で、経営を立て直し、組織を活性化するため、「選択と集中」をキーワードとして経営を行った。「ヘルスメーター」で世界一になるという目標を掲げ、体重のメカニズムの研究を進め、新製品の開発・販売を行うとともに、工場を移転して生産コストを下げていく。その結果、タニタをヘルスメーター売り上げ世界ナンバーワン企業へと成長させた。
主な製品としては、世界初となる「乗るだけで計測できる体脂肪計」、「家庭用脂肪計付きヘルスメーター」がある。
話題となった「タニタの社員食堂」を作った経営者としても知られている。
社長在任中は、海外主要国において会社を設立し、代表を兼務した。2008年、代表取締役会長に就任。2010年にはタニタ総合研究所の所長も務めた。
タニタ退職後は、これまでの実績が評価され、他業種の経営やコンサルタント業務にも従事し、講演会も行っている。

## タニタ以外で経営に関与した会社
- 2008年：株式会社エコ配 取締役会長
- 2011年：株式会社GSTV 取締役社長 会長
- 2011年：株式会社パワーサイクル 取締役会長
- 2013年：株式会社マーベラスアドバイザース 代表取締役
- 2014年：株式会社コーラルインターナショナル 取締役副社長
- 2015年：株式会社3D Body Lab 取締役会長
- 2015年：株式会社ジェヌインファクトリー 取締役
- 2016年：株式会社ファニマル 取締役会長
- 2016年：株式会社リプロキレート 取締役会長

## 著書
- 『変革の瞬間 赤字会社が世界のトップに』（1999年6月1日、叢文社）ISBN 9784794703101
- 『タニタはこうして世界一になった 「タニタの社員食堂」誕生秘話を交えて』（2013年11月7日、講談社）ISBN 9784062186759